# Archipelepidiformes
Archipelepidiformes (лат.) — отряд вымерших бесчелюстных из класса Телеодонтов. 
Archipelepidiformes рассматриваются как наиболее базальные телодонты прежде всего потому, что их гистология и морфология имеют много общего с гистологией и морфологией парноноздрёвых, что позволяет предположить у этих таксонов общего предка, и Archipelepidiformes сохраняют многие примитивные признаки от этого общего предка.
В настоящее время окаменелости тела целиком известны только для особей рода Archipelepis: эти окаменелости показывают, что последние были похожи на головастиков и не имели плавников кроме раздвоенного хвостового плавника.

## Классификация
В отряд Archipelepidiformes включают 2 вымерших семейства:
- Archipelepididae Soehn et al., 2001
- Boothialepididae Märss, 1999

До 2009 года представителей этого отряда (роды Archipelepis и Boothialepis) относили к отряду Thelodontiformes.